# Флавия Максима Фаустина Констанция
Фла́вия Ма́ксима Фаусти́на Конста́нция (лат. Flavia Massima Faustina Costanza, около 361 — 383) — первая супруга императора западной части Римской империи Грациана. По словам Аммиана Марцеллина, Констанция была посмертным ребёнком Констанция II от его третьей жены Фаустины. Её дедом и бабкой по отцовской линии были Константин Великий и Флавия Максима Фауста.

## Биография
Дядьями Констанции по отцовской линии были Крисп, Константин II и Констант. Её тётками по отцовской линии были Константина (жена Ганнибалиана Младшего и позже Констанция Галла) и Елена (жена Юлиана Отступника).
5 октября 361 года Констанций II скончался от лихорадки, завещав трон Юлиану. Когда родилась Констанция, Юлиан уже успел прочно укрепиться на престоле. 26 июня 363 года император был смертельно ранен в битве при Маранге против сил Шапура II из династии Сасанидов. После его смерти Констанция осталась последней представительницей династии Константина.
Констанция и её мать императрица Фаустина присутствовали при коронации Прокопия в Константинополе. Присутствие на церемонии Фаустины и её маленькой дочери позволяет предположить, что Прокопий был законным наследником династии Константина. Аммиан Марцеллин пишет, что Прокопий «всегда брал брал с собой маленькую дочь Констанция и внучку великого Константина с её матерью Фаустиной в походы, чтобы солдаты яростнее сражались за императорскую семью, с которой, как он им сказал, сам был связан родственными узами». 27 мая 366 года Прокопия казнили; после этого Фаустина больше не упоминается в источниках, однако Констанция наверняка пережила падение своего родственника.
В 374 году 12-летняя Констанция достигала брачного возраста, и её выдали замуж за 14-летнего Грациана, старшего сына и соправителя Валентиниана I. 27 июня 374 года Констанция впервые упоминается как императрица наряду со своей мачехой Юстиной. Иоанн Златоуст пишет, что в 380 году Констанция была ещё жива. Затем она упоминается в «Пасхальной хронике», датирующей прибытие её останков в Константинополь 31 августа 383 года. Должно быть, она умерла в начале того же года, но точная дата и причина её смерти неизвестны. Ей было около 21 года на момент смерти. Грациан женился на Лете, но был убит 25 августа 383 года. Златоуст называет дату её погребения — 1 декабря 383 года.